# Hesper of the Mountains
Hesper of the Mountains è un film muto del 1916 diretto da Wilfrid North.
La sceneggiatura si basa sul romanzo Hesper: A Novel di Hamlin Garland, pubblicato a New York nel 1903.

## Trama
Ann Rupert lascia a malincuore New York per accompagnare il fratello convalescente in un viaggio nell'Ovest. Nel ranch dove soggiornano, il caposquadra Rob Raymond si innamora di lei. Ann, benché suo padre fosse soprannominato Hesper of the Mountains, si sente così fuori luogo in quei posti che finisce anche per trattare con freddezza i'innamorato quando questi tenta di corteggiarla. Neanche vederlo riuscire a impedire da solo uno scontro tra minatori in sciopero e gli uomini di legge tocca granché la giovane donna, che parte per New York, indifferente. Non passa molto tempo, però, che Ann comincia ad avere nostalgia di quella vita rude ma autentica. Tanto che finisce per chiamare Rob: il cowboy corre subito da lei per riportarla con sé nel West.

## Produzione
Il film fu prodotto dalla Vitagraph Company of America.

## Distribuzione
Il copyright del film, richiesto dalla Vitagraph Co. of America, fu registrato il 24 luglio 1916 con il numero LP8790.
Distribuito dalla V-L-S-E, il film uscì nelle sale cinematografiche statunitensi il 31 luglio 1916.